# Spilocuscus papuensis
Spilocuscus papuensis é uma espécie de marsupial da família Phalangeridae. Endêmica da Nova Guiné Ocidental na Indonésia.